# Diaphus fulgens
Diaphus fulgens és una espècie de peix de la família dels mictòfids i de l'ordre dels mictofiformes.

## Morfologia
- Els mascles poden assolir 4,5 cm de longitud total.[4]

## Hàbitat
És un peix marí i d'aigües profundes que viu entre 85-1000 m de fondària.

## Distribució geogràfica
Es troba als oceans Índic i Pacífic, i a la Mar de la Xina Meridional.